# T-80

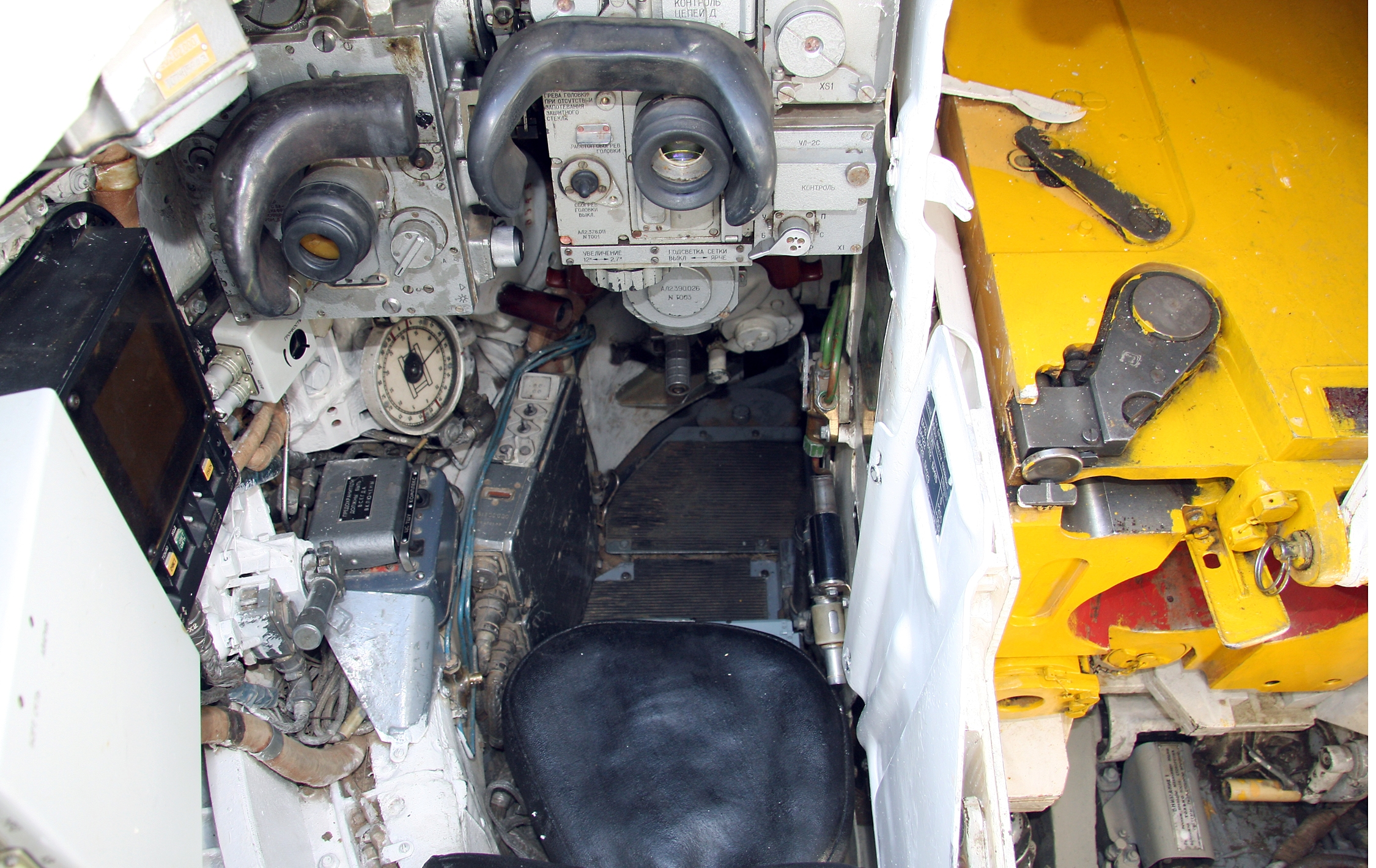
Positie van de schutter links naast het kanon in de geschutskoepel van een T-80U tank

De T-80 is een Russische tank, ontworpen in de Sovjet-Unie en in dienst genomen in 1976. De T-80 is een verdere ontwikkeling van de T-64. De T-80 is de eerste productietank ter wereld die was uitgerust met een gasturbine als hoofdaandrijving. De hoofdingenieur van de T-80 was de Russische ingenieur Nikolaj Popov.
De T-80 is mede ontworpen door de Kirovfabriek in Sint-Petersburg en werd vervaardigd door Transmasj uit Omsk. De tank heeft als hoofdbewapening een 125 mm-kanon met gladde loop en een automatische lader. Met de lader heeft het Sovjetleger al ervaring sinds medio jaren zestig en is een beproefd concept. Het kanon kan anti-tank geleide raketten afvuren naast de gewone munitie. De tank werd ook uitgerust met een laserafstandsmeter waardoor de trefkans toenam. De bestuurdersruimte is aan de voorkant in het midden van de tank. In de tweepersoonskoepel zit de schutter links en de commandant rechts. De motor is een gasturbine van 1000 pk, maar latere versies zijn weer uitgerust met zuiniger dieselmotoren die ook eenvoudiger in het onderhoud zijn. De versnellingsbak telt vijf versnellingen vooruit en één achteruit. De maximumsnelheid op de weg is zo'n 70 km/h en in terrein ongeveer 43 km/h. Met de normale brandstoftanks van 1100 liter ligt het bereik op 335 km.
De T-80 en zijn variaties zijn nog steeds in gebruik in Wit-Rusland, Cyprus, Kazachstan, Pakistan, Rusland, Zuid-Korea en Oekraïne. De T-80U en T-80UM modificaties zijn op dit moment in productie in Omsk. Een geavanceerde afgeleide, de T-84, wordt nog steeds in Oekraïne geproduceerd. Deze laatste is een doorontwikkeling van de T-80UD met een 1200 pk dieselmotor en een aangepaste geschutskoepel.
In 1997 werd een nieuwe tank aangekondigd, de Zwarte Arend, met verlengde chassis van de T-80U en een nieuwe geschuttoren met een nieuw kanon en een nieuw laadsysteem. Ook zat er niemand in de geschuttoren, vanwege de giftige gassen die vrijkomen. Het project is stopgezet en de nieuwe tank T-14 Armata is inmiddels al in productie.

## Operationele geschiedenis
De T-80 werd ingezet tijdens de Russische invasie van Oekraïne in 2022. Zeker 880 stuks gingen verloren (juni 2024), hoofdzakelijk het type T-80BV uit de Sovjettijd.

## Naslagwerk
- Zaloga, Steven T-80 Standard Tank Osprey Publishing,  Great Britain (2009) ISBN 9781846032448